# Alfonso Álvarez Gándara
Alfonso Álvarez Gándara (Tuy, 27 de enero de 1939-Vigo, 2 de agosto de 2021) fue un abogado y político español. Uno de los fundadores del Movimiento Socialista de Galicia.

## Biografía
Hijo de Darío Álvarez Blázquez y hermano de Darío Álvarez Gándara, nació en Tuy, en el sur de Galicia. Columnista de la prensa local, recibió el Premio Fernández Latorre en 1967 por un artículo titulado “La Iglesia no habla la misma lengua que los gallegos”. Fue uno de los impulsores del Movimiento Socialista Gallego.
Antes de la fusión de este movimiento político con el Partido Socialista Gallego, fue candidato a diputado en las elecciones generales de 1977. A falta de este primer intento, no obstante fue elegido concejal en las elecciones municipales de 1979 en la lista de la Unidade Galega (Unidad Gallega). Luego se convirtió en secretario general del Partido Galeguista (1981-1983).
Fue decano del Ilustre Colegio de Abogados de Vigo desde 1989 y, durante un tiempo, presidente del Consejo de la Abogacía Gallega.